# Zbroetsj
De Zbroetsj (Oekraïens: Збруч; Pools: Zbrucz) is een zijrivier van de Dnjestr in het westen van Oekraïne. Ze doorstroomt van noord naar zuid een diep uitgesleten dal in het Wolynisch-Podolisch Plateau en heeft een lengte van 247 km. Daarmee is het de langste zijrivier van de Dnjestr.
De bron van de rivier bevindt zich bij het plaatsje Sjtsjasnivka en de monding tegenover de vestingstad Chotyn.
De Zbroetsj is lange tijd een belangrijke grensrivier geweest: tussen 1772 (Eerste Poolse Deling) en 1918 vormde ze de grens tussen Oostenrijk en tsaristisch Rusland en van 1921 (Vrede van Riga) tot 1939 die tussen Polen en de Sovjet-Unie. Thans vormt ze binnen Oekraïne de grens tussen twee oblasten: Ternopil op de rechteroever en Chmelnytsky op de linker. De Zbroetsj wordt ook wel als de grens tussen de historische landschappen Galicië en Podolië beschouwd, maar in die opvatting wordt Galicisch-Podolië op de rechteroever niet tot Podolië gerekend.
De voornaamste plaatsen aan de Zbroetsj zijn van noord naar zuid Volotsjysk, Hoesjatyn en Skala Podilska. Tegenover Volotsjysk ligt Pidvolotsjysk: hier kruist een belangrijke spoorlijn de rivier. Volotsjysk en Pidvolotsjysk waren ooit grensplaatsen aan weerszijden van de Zbroetsj. Ook kasteelruïnes bij Hoesjatyn, Skala Podilska en bij de monding bij Okopy getuigen van het strategische belang dat de Zbroetsj ooit had.
De voornaamste zijrivier van de Zbroetsj is de Hnyla.
- Gemeinsame Normdatei: 4355867-7
- Nationale Bibliotheek van Tsjechië: ge839330
- Virtual International Authority File: 315164014